# Hunter (Dakota del Nord)
Hunter è un centro abitato (city) degli Stati Uniti d'America, situato nella Contea di Cass nello Stato del Dakota del Nord. Nel censimento del 2000 la popolazione era di 326 abitanti. La città è stata fondata nel 1881.

## Geografia fisica
Secondo i rilevamenti dell'United States Census Bureau, la località di Hunter si estende su una superficie di 4,00 km², tutti occupati da terre.

## Popolazione
Secondo il censimento del 2000, a Hunter vivevano 326 persone, ed erano presenti 84 gruppi familiari. La densità di popolazione era di 82 ab./km². Nel territorio comunale si trovavano 160 unità edificate. Per quanto riguarda la composizione etnica degli abitanti, il 98,47% era bianco e l'1,53% apparteneva a due o più razze. La popolazione di ogni razza ispanica corrispondeva all'1,23% degli abitanti.
Per quanto riguarda la suddivisione della popolazione in fasce d'età, il 27,9% era al di sotto dei 18, il 3,7% fra i 18 e i 24, il 23,6% fra i 25 e i 44, il 19,6% fra i 45 e i 64, mentre infine il 25,2% era al di sopra dei 65 anni di età. L'età media della popolazione era di 40 anni. Per ogni 100 donne residenti vivevano 90,6 maschi.